# Elecciones municipales de 2016 en la Región de Antofagasta
Las elecciones municipales de 2016 en la Región de Antofagasta se celebraron el 23 de octubre de dicho año. En este anexo se presenta la información relacionada, principalmente la lista de candidatos a alcaldes y concejales, ordenados por comuna.

## Datos geográficos y electorales
| Concertación Democrática Por un Chile Justo Independientes | El Cambio por Ti Coalición |

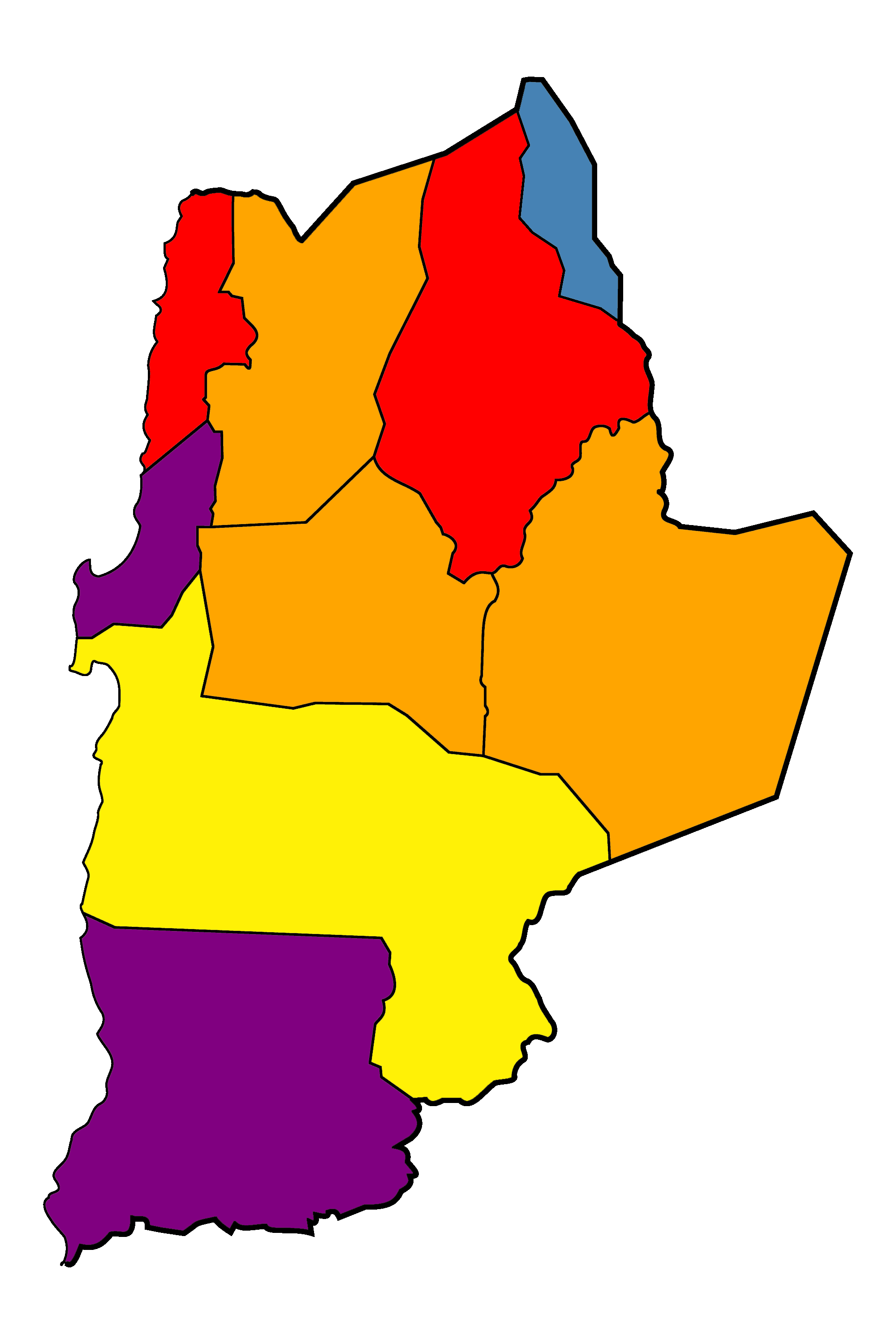
Resultados de las elecciones de alcaldes de 2012 en la Región de Antofagasta.
Concertación Democrática
Por un Chile Justo
Independientes
El Cambio por Ti
Coalición

La Región de Antofagasta posee una población estimada (2015) de 622.640 habitantes, lo que la convierte en la novena región con más habitantes en Chile. Esta población está dividida en 3 provincias y 9 comunas en total.
En las elecciones municipales de 2012, la Concertación obtuvo en la región 5 alcaldías (1 del PPD, 1 del PRSD, 1 de la DC, 1 del PS y un independiente pro-PS) y 30 concejales, contabilizando los electos en las dos listas que presentó ese año (Concertación Democrática y Por un Chile Justo); la Coalición obtuvo solo 1 alcalde (perteneciente a la UDI) y 21 concejales; el pacto denominado como El Cambio por Ti obtuvo dos alcaldías (las capitales provinciales Tocopilla y Calama) y 3 concejales, mientras que la lista Regionalistas e Independientes no consiguió alcaldes pero si 6 concejales. Por otra parte, la alcaldía de la capital regional, Antofagasta, fue la única en quedar en manos de una independiente.

## Resultados regionales

### Alcaldes
| Lista                           | Pacto o partido               | Sigla                       | Votos   | %?     | Cand.? | Alc.? | %? | ± %? | ± A.? |
| ------------------------------- | ----------------------------- | --------------------------- | ------- | ------ | ------ | ----- | -- | ---- | ----- |
| C                               | Poder Ecologista y Ciudadano  |                             | 1.509   | 1,22%  | 2      | 0     |    |      |       |
|                                 | Independientes Lista C        | ILC                         | 1.509   | 1,22%  | 2      | 0     |    |      |       |
| E                               | Nueva Mayoría                 |                             | 21.289  | 17,24% | 9      | 2     |    |      |       |
|                                 | Partido Demócrata Cristiano   | PDC                         | 1.060   | 0,86%  | 1      | 0     |    |      |       |
| Partido por la Democracia       | PPD                           | 2.680                       | 2,17%   | 2      | 0      |       |    |      |       |
| Partido Radical Socialdemócrata | PRSD                          | 9.919                       | 8,03%   | 2      | 1      |       |    |      |       |
| Partido Socialista              | PS                            | 6.625                       | 5,37%   | 2      | 0      |       |    |      |       |
| Independientes Lista E          | ILE                           | 1.005                       | 0,81%   | 2      | 1      |       |    |      |       |
| F                               | Chile Vamos                   |                             | 32.406  | 26,25% | 7      | 5     |    |      |       |
|                                 | Renovación Nacional           | RN                          | 11.677  | 9,46%  | 1      | 1     |    |      |       |
| Unión Demócrata Independiente   | UDI                           | 14.830                      | 12,01%  | 2      | 1      |       |    |      |       |
| Independientes Lista F          | ILF                           | 5.899                       | 4,78%   | 4      | 3      |       |    |      |       |
| I                               | Chile Quiere Amplitud         |                             | 2.453   | 1,99%  | 2      | 0     |    |      |       |
|                                 | Amplitud                      | AMPL                        | 2.080   | 1,68%  | 1      | 0     |    |      |       |
| Independientes Lista I          | ILI                           | 373                         | 0,30%   | 1      | 0      |       |    |      |       |
| O                               | Cambiemos la Historia         |                             | 9.065   | 7,34%  | 2      | 0     |    |      |       |
|                                 | Revolución Democrática        | RD                          | 1.580   | 1,28%  | 1      | 0     |    |      |       |
| Independientes Lista K          | ILK                           | 7.485                       | 6,06%   | 1      | 0      |       |    |      |       |
| M                               | Pueblo Unido                  |                             | 1.049   | 0,85%  | 3      | 0     |    |      |       |
|                                 | Partido Igualdad              | PI                          | 581     | 0,47%  | 2      | 0     |    |      |       |
| Independientes Lista M          | ILM                           | 468                         | 0,38%   | 1      | 0      |       |    |      |       |
| O                               | Yo Marco por el Cambio        |                             | 9.126   | 7,39%  | 4      | 0     |    |      |       |
|                                 | Partido Progresista           | PRO                         | 1.792   | 1,45%  | 2      | 0     |    |      |       |
| Independientes Lista O          | ILO                           | 7.334                       | 5,94%   | 2      | 0      |       |    |      |       |
| P                               | Alternativa Democrática       |                             | 44      | 0,04%  | 1      | 0     |    |      |       |
|                                 | Partido Liberal               | PL                          | 44      | 0,04%  | 1      | 0     |    |      |       |
| Z                               | Independientes fuera de pacto | Ind                         | 46.533  | 37,69% | 12     | 2     |    |      |       |
| Total de votos válidos          | Total de votos válidos        | Total de votos válidos      | 123.474 | 97,37% |        |       |    |      |       |
| Votos nulos                     | Votos nulos                   | Votos nulos                 | 2.407   | 1,90%  |        |       |    |      |       |
| Votos en blanco                 | Votos en blanco               | Votos en blanco             | 925     | 0,73%  |        |       |    |      |       |
| Total de sufragios emitidos     | Total de sufragios emitidos   | Total de sufragios emitidos | 126.806 | 100,00 |        |       |    |      |       |

### Concejales
| Lista                       | Pacto o partido                          | Sigla                       | Votos   | %?     | Cand.? | Conc.? | %? | ± %? | ± A.? |
| --------------------------- | ---------------------------------------- | --------------------------- | ------- | ------ | ------ | ------ | -- | ---- | ----- |
| B                           | Nueva Mayoría para Chile                 |                             | 18.794  | 16,58% | 49     | 13     |    |      |       |
|                             | PDC e Independientes                     | PDC                         | 9.638   | 8,50%  | 24     | 8      |    |      |       |
| PS e Independientes         | PS                                       | 9.156                       | 8,08%   | 25     | 5      |        |    |      |       |
| C                           | Poder Ecologista y Ciudadano             |                             | 3.171   | 2,80%  | 8      | 0      |    |      |       |
| G                           | Con la Fuerza del Futuro                 |                             | 10.695  | 9,43%  | 38     | 5      |    |      |       |
|                             | IC, MAS Región e Independientes          |                             | 1.850   | 1,63%  | 12     | 0      |    |      |       |
| PRSD e Independientes       |                                          | 8.845                       | 7,80%   | 26     | 5      |        |    |      |       |
| H                           | Chile Vamos RN e Independientes          |                             | 14.891  | 13,14% | 50     | 10     |    |      |       |
| I                           | Chile Quiere Amplitud                    |                             | 4.840   | 4,27%  | 22     | 5      |    |      |       |
| J                           | Chile Vamos PRI-Evópoli e Independientes |                             | 10.588  | 9,34%  | 34     | 5      |    |      |       |
|                             | Evópoli e Independientes                 |                             | 4.872   | 4,30%  | 12     | 2      |    |      |       |
| PRI e Independientes        |                                          | 5.716                       | 5,04%   | 22     | 3      |        |    |      |       |
| K                           | Cambiemos la Historia                    |                             | 5.531   | 4,88%  | 10     | 1      |    |      |       |
| L                           | Chile Vamos UDI e Independientes         | UDI                         | 14.545  | 12,83% | 44     | 11     |    |      |       |
| M                           | Pueblo Unido                             |                             | 3.872   | 3,42%  | 15     | 0      |    |      |       |
|                             | Igualdad para Chile                      | PI                          | 1.511   | 1,33%  | 8      | 0      |    |      |       |
| Independientes Lista M      | ILM                                      | 2.361                       | 2,08%   | 7      | 0      |        |    |      |       |
| O                           | Yo Marco por el Cambio                   |                             | 7.518   | 6,63%  | 38     | 3      |    |      |       |
|                             | PRO e Independientes                     | PRO                         | 7.518   | 6,63%  | 38     | 3      |    |      |       |
| P                           | Alternativa Democrática                  |                             | 2.048   | 1,81%  | 10     | 0      |    |      |       |
|                             | Humanistas e Independientes              | PH                          | 1.156   | 1,02%  | 5      | 0      |    |      |       |
| Liberales e Independientes  | PL                                       | 892                         | 0,79%   | 5      | 0      |        |    |      |       |
| S                           | Nueva Mayoría por Chile                  |                             | 12.620  | 11,13% | 46     | 7      |    |      |       |
|                             | PCCh e Independientes                    |                             | 5.888   | 5,19%  | 21     | 1      |    |      |       |
| PPD e Independientes        |                                          | 6.732                       | 5,94%   | 25     | 6      |        |    |      |       |
| Z                           | Independientes fuera de pacto            | Ind                         | 4.248   | 3,75%  | 5      | 0      |    |      |       |
| Total de votos válidos      | Total de votos válidos                   | Total de votos válidos      | 113.361 | 90,04% |        |        |    |      |       |
| Votos nulos                 | Votos nulos                              | Votos nulos                 | 6.915   | 5,49%  |        |        |    |      |       |
| Votos en blanco             | Votos en blanco                          | Votos en blanco             | 5.628   | 4,47%  |        |        |    |      |       |
| Total de sufragios emitidos | Total de sufragios emitidos              | Total de sufragios emitidos | 125.904 | 100,00 |        |        |    |      |       |

## Candidatos y resultados por comuna

### Antofagasta

#### Alcalde
| Alcalde Actual        | Karen Rojo Venegas (Ind.) | Karen Rojo Venegas (Ind.)    | Karen Rojo Venegas (Ind.) | Karen Rojo Venegas (Ind.) | Karen Rojo Venegas (Ind.) | Karen Rojo Venegas (Ind.)                |
| Candidato             | Partido                   | Pacto                        | Votos                     | %                         | Resultado                 | Información adicional                    |
| --------------------- | ------------------------- | ---------------------------- | ------------------------- | ------------------------- | ------------------------- | ---------------------------------------- |
| Jennifer Mundaca Grez | Ind.                      | Poder Ecologista y Ciudadano | 1.444                     | 2,24                      |                           |                                          |
| Andrea Merino Díaz    | PS                        | Nueva Mayoría                | 5.713                     | 8,86                      |                           |                                          |
| Manuel Rojas Molina   | UDI                       | Chile Vamos                  | 14.307                    | 22,19                     |                           | Exdiputado por Antofagasta.              |
| Ricardo Díaz Cortés   | Ind.                      | Cambiemos la Historia        | 7.485                     | 11,61                     |                           | Actual Consejero Regional de Antofagasta |
| Jorge Pérez Jelves    | Ind.                      | Pueblo Unido                 | 468                       | 0,73                      |                           |                                          |
| Daniel Adaro Silva    | Ind.                      | Independiente Fuera de Pacto | 11.634                    | 18,05                     |                           | Exalcalde de la comuna (2003-2008).      |
| Karen Rojo Venegas    | Ind.                      | Independiente Fuera de Pacto | 18.128                    | 28,12                     | Electa                    | Actual alcaldesa de la comuna.           |
| Jaime Araya Guerrero  | Ind.                      | Independiente Fuera de Pacto | 5.288                     | 8,20                      |                           |                                          |

#### Concejales
| B. Nueva Mayoría para Chile                 |         |       |      |            |
| Wilson Díaz Vásquez                         | PS      | 1.562 | 2,69 | Electo     |
| Ángel González Salvatierra                  | PS      | 623   | 1,07 |            |
| Scarlet López Elgueta                       | PS      | 930   | 1,60 |            |
| Cristóbal Orellana Osorio                   | PS      | 768   | 1,32 |            |
| René Ramos López                            | PS      | 768   | 1,32 |            |
| Gonzalo Dantagnan Mejias                    | PDC     | 1.725 | 2,97 | Electo     |
| Óscar Morales Nilo                          | PDC     | 351   | 0,61 |            |
| María Ormazábal Ríos                        | PDC     | 519   | 0,89 |            |
| Marisol Illanes Zúñiga                      | PDC     | 509   | 0,88 |            |
| Álvaro Gómez Ahumada                        | PDC     | 455   | 0,78 |            |
| C. Poder Ecologista y Ciudadano             |         |       |      |            |
| Juan Carlos Pérez Vidal                     | ILC     | 581   | 1,00 |            |
| Sandra Escalier Parra                       | ILC     | 976   | 1,68 |            |
| G. Con la Fuerza del Futuro                 |         |       |      |            |
| Sol Romero del Villar                       | PRSD    | 688   | 1,19 |            |
| Pablo Carrizo Orellana                      | PRSD    | 914   | 1,58 |            |
| Juan Antonio Córdova Miranda                | PRSD    | 443   | 0,76 |            |
| Claudio Díaz Castillo                       | ILG     | 384   | 0,66 |            |
| Ignacio Pozo Piña                           | ILG     | 1.140 | 1,97 | Electo     |
| Raúl Fuentes Howes                          | ILG     | 634   | 1,09 |            |
| Alejandro Manríquez Piccinini               | ILG     | 284   | 0,49 |            |
| Juan Maturana Verón                         | ILG     | 299   | 0,52 |            |
| Paula Sampson Morales                       | ILG     | 265   | 0,46 |            |
| Luis Núñez Artigas                          | ILG     | 140   | 0,24 |            |
| H. Chile Vamos RN e Independientes          |         |       |      |            |
| Félix Acori Gómez                           | RN      | 2.201 | 3,80 | Electo (R) |
| Luis Aguilera Villegas                      | RN      | 1.077 | 1,86 | Electo     |
| Nohelia Espinosa Campillay                  | RN      | 394   | 0,68 |            |
| Javier Jofré Galleguillos                   | RN      | 129   | 0,22 |            |
| Emilio Ugarte Silva                         | RN      | 576   | 0,99 |            |
| Manuel Zamorano Robles                      | RN      | 435   | 0,75 |            |
| Katherine Veas Ríos                         | RN      | 420   | 0,72 |            |
| Mario Reygadas Araya                        | ILH     | 231   | 0,40 |            |
| José Zavala Pichun                          | ILH     | 430   | 0,74 |            |
| Ivanica Ostoic Muñoz                        | ILH     | 567   | 0,98 |            |
| I. Chile quiere Amplitud                    |         |       |      |            |
| María Segovia Rojo                          | AMPL    | 264   | 0,46 |            |
| Rodrigo Riveros Soto                        | AMPL    | 511   | 0,88 |            |
| Alfredo Verastegui Bustamante               | AMPL    | 188   | 0,32 |            |
| Juan Carlos Bravo Arozamena                 | ILI     | 816   | 1,41 |            |
| Arnaldo Pizarro Sepúlveda                   | ILI     | 169   | 0,29 |            |
| J. Chile Vamos PRI-Evopoli e Independientes |         |       |      |            |
| Edith Tapia                                 | PRI     | 330   | 0,57 |            |
| Roberto Espinosa Fabres                     | PRI     | 151   | 0,26 |            |
| Pedro Gómez Cubillos                        | PRI     | 393   | 0,68 |            |
| Guillermo Acuña                             | ILJ     | 267   | 0,46 |            |
| María Soledad Jiménez Brito                 | ILJ     | 437   | 0,75 |            |
| Guillermo Muñoz Morales                     | Evopoli | 364   | 0,63 |            |
| Vladimir Meza Saavedra                      | Evopoli | 913   | 1,57 |            |
| Hugo Navarro Rojas                          | Evopoli | 342   | 0,59 |            |
| Maribel Méndez Gómez                        | ILJ     | 529   | 0,91 |            |
| Jonathan Velásquez Ramírez                  | ILJ     | 1.940 | 3,35 | Electo     |
| K. Cambiemos la Historia                    |         |       |      |            |
| Víctor Silva Gallardo                       | RD      | 776   | 1,34 |            |
| Paola Antileo Pino                          | RD      | 643   | 1,11 |            |
| Héctor Latorre Villalobos                   | RD      | 374   | 0,64 |            |
| Claudia Maureira Tavilo                     | RD      | 449   | 0,77 |            |
| Luis Huck Vega                              | RD      | 495   | 0,85 |            |
| Camilo Kong Pineda                          | ILK     | 1.573 | 2,71 | Electo     |
| Blanca Gutiérrez Norambuena                 | ILK     | 351   | 0,61 |            |
| Jorge Olivos Torres                         | ILK     | 534   | 0,92 |            |
| Carla Espinoza Cárdenas                     | ILK     | 205   | 0,35 |            |
| Alejandro Olguín López                      | ILK     | 131   | 0,23 |            |
| L. Chile Vamos UDI-Independientes           |         |       |      |            |
| Gonzalo Santolaya Goicovic                  | UDI     | 3.582 | 6,18 | Electo (R) |
| Roberto Soto Alballay                       | UDI     | 965   | 1,66 | Electo     |
| Angie Astorga Aran                          | UDI     | 893   | 1,54 |            |
| Luz Castillo Ramírez                        | ILL     | 830   | 1,43 |            |
| Guillermo Miranda Valencia                  | ILL     | 842   | 1,45 |            |
| Christian Miranda Díaz                      | ILL     | 163   | 0,28 |            |
| José Tomás Miranda Gutiérrez                | ILL     | 312   | 0,54 |            |
| Claudia Muñoz Echeverría                    | ILL     | 302   | 0,52 |            |
| Carlos Jara Jara                            | ILL     | 476   | 0,82 |            |
| M. Pueblo Unido                             |         |       |      |            |
| Jacinto Matte Contreras                     | PI      | 177   | 0,31 |            |
| Rubén Santander Araya                       | ILM     | 205   | 0,35 |            |
| Sergio Godoy Vargas                         | ILM     | 247   | 0,43 |            |
| Gladys Neira Cerda                          | ILM     | 306   | 0,53 |            |
| Minerva Véliz Alucema                       | ILM     | 930   | 1,60 |            |
| Andrés Barrionuevo Gómez                    | ILM     | 135   | 0,23 |            |
| Eduardo Guevara Chávez                      | ILM     | 409   | 0,71 |            |
| Ana Cortés Trigo                            | ILM     | 129   | 0,22 |            |
| O. Yo Marco por el Cambio                   |         |       |      |            |
| Silvia Echeverría Jiliberto                 | PRO     | 302   | 0,52 |            |
| Héctor Poblete Gómez                        | PRO     | 340   | 0,59 |            |
| Ricardo Arias Soliz                         | ILO     | 302   | 0,52 |            |
| Emanuel Albornoz Farfan                     | ILO     | 126   | 0,22 |            |
| Yancarlos Cortés Sepulveda                  | ILO     | 243   | 0,42 |            |
| Jorge Martínez Guerra                       | ILO     | 117   | 0,20 |            |
| Carlos Mundaca Barrera                      | ILO     | 355   | 0,61 |            |
| Eduardo Parraguez Cordova                   | ILO     | 607   | 1,05 |            |
| Marjorie Poblete Armijo                     | ILO     | 114   | 0,20 |            |
| Carlos Valdés Pérez                         | ILO     | 167   | 0,29 |            |
| P. Alternativa Democrática                  |         |       |      |            |
| Hermann Rodríguez Villalobos                | PL      | 173   | 0,30 |            |
| Néstor Farías Rodríguez                     | PL      | 93    | 0,16 |            |
| Marcelo Mellado Rojas                       | PL      | 172   | 0,30 |            |
| Adela Pizarro Goncalvez                     | ILP     | 193   | 0,33 |            |
| S. Nueva Mayoría por Chile                  |         |       |      |            |
| Cecilia Leiva Jiménez                       | PPD     | 466   | 0,80 |            |
| Doris Navarro Figueroa                      | ILS     | 2.293 | 3,95 | Electa (R) |
| Yusef Mustafá Zuleta                        | ILS     | 515   | 0,89 |            |
| Génesis Pizarro Pastene                     | PCCh    | 558   | 0,96 |            |
| Elivia Silva Iriarte                        | PCCh    | 1.248 | 2,15 |            |
| Luzvenia Caballero Piñones                  | PCCh    | 339   | 0,58 |            |
| Sergio Ahumada Maldonado                    | PCCh    | 512   | 0,88 |            |
| Juana Rivera Riquelme                       | ILS     | 455   | 0,78 |            |
| Candidatura Independiente                   |         |       |      |            |
| Yasna Zúñiga Arqueros                       | Ind.    | 2.489 | 4,29 |            |

### Calama

#### Alcalde
| Alcalde Actual             | Esteban Velásquez Nuñez (Ind.) | Esteban Velásquez Nuñez (Ind.) | Esteban Velásquez Nuñez (Ind.) | Esteban Velásquez Nuñez (Ind.) | Esteban Velásquez Nuñez (Ind.) | Esteban Velásquez Nuñez (Ind.)  |
| Candidato                  | Partido                        | Pacto                          | Votos                          | %                              | Resultado                      | Información adicional           |
| -------------------------- | ------------------------------ | ------------------------------ | ------------------------------ | ------------------------------ | ------------------------------ | ------------------------------- |
| Angelique Araya Hernández  | PRSD                           | Nueva Mayoría                  | 7.738                          | 23,07%                         |                                | Ex seremi de Desarrollo Social. |
| Daniel Agusto Pérez        | RN                             | Chile Vamos                    | 11.677                         | 34,81%                         | Electo                         |                                 |
| Omer Emeth Torres Mora     | AMPL                           | Chile Quiere Amplitud          | 2.080                          | 6,20%                          |                                |                                 |
| Juan de Dios Alfaro Cutipa | PI                             | Pueblo Unido                   | 564                            | 1,68%                          |                                |                                 |
| Esteban Velásquez Nuñez    | Ind.                           | Yo Marco por el Cambio         | 7.266                          | 21,66%                         |                                | Actual alcalde de la comuna.    |
| Sandra Cortes Díaz         | Ind.                           |                                | 2.703                          | 8,06%                          |                                |                                 |
| Patricia Rodríguez Chelmes | Ind.                           |                                | 1.513                          | 4,51%                          |                                |                                 |

#### Concejales
| B. Nueva Mayoría para Chile                 |       |       |       |            |
| Carolina Latorre Cruz                       | PDC   | 1.220 | 3,98% | Electa     |
| Isolina del Rosario Molina Henríquez        | PDC   | 815   | 2,66% |            |
| Carlos Osvaldo Figueroa Aguilera            | PDC   | 1.041 | 3,39% |            |
| Melissa Deneb Hernández Barrera             | ILB   | 604   | 1,97% |            |
| Ricardo Campusano Torres                    | PS    | 627   | 2,04% | Electo     |
| Marcos Antonio Carrasco Aravena             | PS    | 496   | 1,62% |            |
| Nora Farias Millalonco                      | PS    | 248   | 0,81% |            |
| David Zuleta Manríquez                      | PS    | 452   | 1,47% |            |
| C. Poder Ecologista y Ciudadano             |       |       |       |            |
| Marcela Cristina Toledo Osses               | PEV   | 516   | 1,68% |            |
| Juan Ramón Navarro Guzmán                   | PEV   | 276   | 0,90% |            |
| Soledad Lutino Rojas                        | ILC   | 604   | 1,97% |            |
| G. Con la Fuerza del Futuro                 |       |       |       |            |
| Maritza del Carmen Cortés González          | PRSD  | 1.287 | 4,20% | Electa     |
| Tomas Eugenio Veliz Barraza                 | PRSD  | 488   | 1,59% |            |
| María Graciela Guerra Cortés                | ILG   | 249   | 0,81% |            |
| Jorge Godoy reyes                           | MAS-R | 260   | 0,85% |            |
| Alejandro Patricio Abello Alzamora          | ILG   | 186   | 0,61% |            |
| H. Chile Vamos RN e Independientes          |       |       |       |            |
| José Carlos Astudillo Trigo                 | RN    | 1.602 | 5,22% | (R) Electo |
| Claudio Antonio Maldonado Pérez             | RN    | 882   | 2,88% | Electo     |
| Henry Anza Berna                            | RN    | 334   | 1,09% |            |
| Claudio Araya Segovia                       | RN    | 594   | 1,94% |            |
| Blas Barraza Benavides                      | RN    | 314   | 1,02% |            |
| Alexis Zamora González                      | RN    | 315   | 1,03% |            |
| Nelly Carvajal Leiva                        | ILH   | 340   | 1,11% |            |
| Sara Santander Madariaga                    | ILH   | 310   | 1,01% |            |
| I. Chile quiere Amplitud                    |       |       |       |            |
| Joaquín Alfaro Cerda                        | AMPL  | 398   | 1,30% |            |
| Daniel Enrique Escobar Tamblay              | AMPL  | 209   | 0,68% |            |
| Tomas Pablo Guajardo Silva                  | AMPL  | 256   | 0,83% |            |
| Marco Antonio Troncoso Espinoza             | AMPL  | 252   | 0,82% |            |
| Marcela Alondra Maldonado Troncoso          | ILI   | 335   | 1,09% |            |
| Jorge Richard Olivares Puentes              | ILI   | 694   | 2,26% | Electo     |
| Juan Arnoldo Rivero Cortés                  | ILI   | 97    | 0,32% |            |
| J. Chile Vamos PRI-Evopoli e Independientes |       |       |       |            |
| Dinka Solange López Duran                   | PRI   | 2.014 | 6,57% | (R) Electa |
| Claudia Magdalena Casanga Trigo             | PRI   | 222   | 0,72% |            |
| Marcela Lorena Varas León                   | PRI   | 577   | 1,88% |            |
| Pedro Vergara Medina                        | PRI   | 428   | 1,40% |            |
| Fernando Santibáñez Mancilla                | PRI   | 324   | 1,06% |            |
| Daniel Miles García                         | ILJ   | 153   | 0,50% |            |
| Tomas Cipriano Mosquera Sánchez             | ILJ   | 156   | 0,51% |            |
| Héctor Morgado Canivilo                     | ILJ   | 134   | 0,44% |            |
| L. Chile Vamos UDI-Independientes           |       |       |       |            |
| Maritza del Carmen López Venegas            | UDI   | 622   | 2,03% |            |
| Waldo Enrique Galleguillos Contreras        | UDI   | 557   | 1,82% |            |
| Carolina Araya Oliva                        | UDI   | 465   | 1,52% |            |
| Osvaldo Antonio Miranda Muñoz               | UDI   | 213   | 0,69% |            |
| M. Pueblo Unido                             |       |       |       |            |
| Itamar Paniagua Valenzuela                  | PI    | 348   | 1,13% |            |
| Moisés Ibacache Iguain                      | PI    | 74    | 0,24% |            |
| Yesebel Castillo Paniagua                   | PI    | 82    | 0,27% |            |
| Nayarith Arteaga Valenzuela                 | ILM   | 181   | 0,59% |            |
| Ramón Colamar Colamar                       | ILM   | 398   | 1,30% |            |
| Paloma Valderrama Torres                    | ILM   | 100   | 0,33% |            |
| Francisco Álvarez Miranda                   | ILM   | 151   | 0,49% |            |
| O. Yo Marco por el Cambio                   |       |       |       |            |
| Juan Antonio Gálvez Becerra                 | PRO   | 138   | 0,45% |            |
| Juan Eduardo Rojas Larrondo                 | PRO   | 284   | 0,93% |            |
| Claudio Sánchez Bustos                      | PRO   | 566   | 1,85% |            |
| Servando Andrés Escobar Olavarría           | PRO   | 141   | 0,46% |            |
| Juana Edilia Olguin Platero                 | ILO   | 261   | 0,85% |            |
| Leonel Elías Varela Mondaca                 | ILO   | 477   | 1,56% |            |
| Carmen Toro Yáñez                           | ILO   | 345   | 1,12% |            |
| P. Alternativa Democrática                  |       |       |       |            |
| Yerko Alejandro Echeverría Aranzaez         | PL    | 440   | 1,43% |            |
| Omar Saavedra Astudillo                     | PH    | 325   | 1,06% |            |
| S. Nueva Mayoría por Chile                  |       |       |       |            |
| José Mardones Gallardo                      | PCCh  | 1.249 | 4,07% | (R) Electo |
| Teresa Eugenia Berríos Contreras            | PCCh  | 535   | 1,74% |            |
| Eric Andrés Herrera Herrera                 | PCCh  | 108   | 0,35% |            |
| Pedro Luis Castillo Saavedra                | PCCh  | 202   | 0,66% |            |
| Amador Morales Caballero                    | PPD   | 190   | 0,62% |            |
| Richard Cifuentes Sánchez                   | ILS   | 399   | 1,30% |            |
| Washington Herrera Díaz                     | ILS   | 89    | 0,29% |            |
| Candidatura Independiente                   |       |       |       |            |
| Luis Adan Campillay Farías                  | Ind.  | 1.425 | 4,65% |            |

### María Elena

#### Alcalde
| Alcalde Actual         | Jorge Godoy Bolvarán (PS) | Jorge Godoy Bolvarán (PS) | Jorge Godoy Bolvarán (PS) | Jorge Godoy Bolvarán (PS) | Jorge Godoy Bolvarán (PS) | Jorge Godoy Bolvarán (PS)     |
| Candidato              | Partido                   | Pacto                     | Votos                     | %                         | Resultado                 | Información adicional         |
| ---------------------- | ------------------------- | ------------------------- | ------------------------- | ------------------------- | ------------------------- | ----------------------------- |
| Jorge Godoy Bolvarán   | PS                        | Nueva Mayoría             | 912                       | 41,42%                    |                           | Actual alcalde de la comuna.  |
| Omar Norambuena Rivera | Ind.                      | Chile Vamos               | 1.290                     | 58,58%                    | Electo                    | Ganador Primarias municipales |

#### Concejales
| B. Nueva Mayoría para Chile                 |         |  |  |        |
| Carmen Gloria Miranda Caimanque             | PDC     |  |  | Electa |
| Luis Valentín Paredes Aguirre               | ILB     |  |  |        |
| Jorge Del Tránsito Ramírez Plaza.           | PS      |  |  |        |
| Juan Alfonso Báez Rodríguez                 | ILB     |  |  |        |
| Dionire Haydee Calderón Zarricueta          | ILB     |  |  |        |
| G. Con la Fuerza del Futuro                 |         |  |  |        |
| Andrés Del Tránsito Concha Fuentelzar       | PRSD    |  |  |        |
| Doris Janet Del Rosario Araya Araya         | ILG     |  |  | Electa |
| Mario Alfonso Orengo Rojas                  | ILG     |  |  |        |
| H. Chile Vamos RN e Independientes          |         |  |  |        |
| Viviana Cuello Rivera                       | RN      |  |  | Electa |
| José Francisco Alfaro Mamani                | RN      |  |  |        |
| Luis Fernando Castro Campos                 | RN      |  |  |        |
| Marcial Ly Bosso                            | RN      |  |  |        |
| Wilfredo Vilches Aros                       | RN      |  |  | Electo |
| I. Chile quiere Amplitud                    |         |  |  |        |
| Santiago Alberto Lambert Escobar            | ILI     |  |  |        |
| J. Chile Vamos PRI-Evopoli e Independientes |         |  |  |        |
| Yessica Oribe                               | ILJ     |  |  | Electa |
| Miguel Guerrero Guerrero                    | ILJ     |  |  |        |
| Juan Cárdenas Alcayaga                      | ILJ     |  |  |        |
| Danilo Orellana Suárez                      | Evopoli |  |  | Electo |
| Raúl Puebla González                        | ILJ     |  |  |        |
| Johanna Alejandra Pasten Reyes              | ILJ     |  |  |        |
| L. Chile Vamos UDI-Independientes           |         |  |  |        |
| Carlos Ardiles Aceituno                     | UDI     |  |  |        |
| Miguel Iván Godoy Ugarte                    | ILL     |  |  |        |
| Enrique Salazar Rojas                       | ILL     |  |  |        |
| Songen Teresa Aracena Cangana               | ILL     |  |  |        |
| Mauricio Esteban Cárdenas Roa               | ILL     |  |  |        |
| P. Alternativa Democrática                  |         |  |  |        |
| Cristian Garrido Garrido                    | ILP     |  |  |        |
| S. Nueva Mayoría por Chile                  |         |  |  |        |
| Carlos Hidalgo Marfull                      | ILS     |  |  |        |

### Mejillones

#### Alcalde
| Alcalde Actual              | Marcelino Carvajal Ferreira (PPD) | Marcelino Carvajal Ferreira (PPD) | Marcelino Carvajal Ferreira (PPD) | Marcelino Carvajal Ferreira (PPD) | Marcelino Carvajal Ferreira (PPD) | Marcelino Carvajal Ferreira (PPD) |
| Candidato                   | Partido                           | Pacto                             | Votos                             | %                                 | Resultado                         | Información adicional             |
| --------------------------- | --------------------------------- | --------------------------------- | --------------------------------- | --------------------------------- | --------------------------------- | --------------------------------- |
| Marcelino Carvajal Ferreira | PPD                               | Nueva Mayoría                     | 2.260                             | 48,54%                            |                                   | Actual alcalde de la comuna.      |
| Sergio Vega Venegas         | Ind.                              | Chile Vamos                       | 2.396                             | 51,46%                            | Electo                            |                                   |

#### Concejales
| B. Nueva Mayoría para Chile        |       |  |  |            |
| Guillermo Ernesto Ferreira Díaz    | PS    |  |  | Electo (R) |
| Juan Nimrod Arias Molina           | PS    |  |  |            |
| Nilda Soledad Urrutia Villalobos   | PS    |  |  |            |
| Juan Enrique Santana Escudero      | ILB   |  |  |            |
| G. Con la Fuerza del Futuro        |       |  |  |            |
| Mauricio Medero Cordero            | PRSD  |  |  |            |
| Jaime Enrique Santander Molina     | PRSD  |  |  |            |
| Isabel Irene Cepeda Banda          | ILG   |  |  |            |
| César David Herrera Carvajal       | ILG   |  |  |            |
| Milton Yuri Gallardo Escobar       | MAS-R |  |  |            |
| Karina Fabiola Pérez Gallardo      | ILG   |  |  |            |
| H. Chile Vamos RN e Independientes |       |  |  |            |
| Sidney Ariel Biaggini Ocaranza     | RN    |  |  | Electo (R) |
| Grecia Biaggini Sánchez            | RN    |  |  | Electo     |
| Yasna Rodríguez Menares            | RN    |  |  |            |
| Rodrigo Sánchez Álvarez            | RN    |  |  |            |
| Luis Torres Juárez                 | RN    |  |  |            |
| O. Yo Marco por el Cambio          |       |  |  |            |
| Juan Carlos Alvarado Díaz          | PRO   |  |  | Electo     |
| Eliseo Eduardo Munizaga Soto       | ILO   |  |  |            |
| Óscar Omar Orellana Astudillo      | ILO   |  |  |            |
| Armando Benito Aillapan Nahuelpan  | ILO   |  |  | Electo (R) |
| Daniel Marcelino Valderrama Uren   | ILO   |  |  |            |
| P. Alternativa Democrática         |       |  |  |            |
| María Brevis Navarrete             | PH    |  |  |            |
| Franklin Arias Bolvaran            | ILP   |  |  |            |
| S. Nueva Mayoría por Chile         |       |  |  |            |
| Luz Vargas Herrera                 | PPD   |  |  | Electo (R) |
| Rosa Moreno Rojo                   | PPD   |  |  |            |
| Mónica Cortés Jiménez              | ILS   |  |  |            |
| Juan Ferreira Barraza              | ILS   |  |  |            |
| Rúben Eduardo Pizarro Vega         | PCCh  |  |  |            |
| Sergio Diego Castro Orellana       | ILS   |  |  |            |

### Ollagüe

#### Alcalde
| Alcalde Actual                | Carlos Reygadas Bavestrello (UDI) | Carlos Reygadas Bavestrello (UDI) | Carlos Reygadas Bavestrello (UDI) | Carlos Reygadas Bavestrello (UDI) | Carlos Reygadas Bavestrello (UDI) | Carlos Reygadas Bavestrello (UDI) |
| Candidato                     | Partido                           | Pacto                             | Votos                             | %                                 | Resultado                         | Información adicional             |
| ----------------------------- | --------------------------------- | --------------------------------- | --------------------------------- | --------------------------------- | --------------------------------- | --------------------------------- |
| Víctor Nina Huanca            | Ind.                              | Nueva Mayoría                     | 370                               | 35,07%                            |                                   |                                   |
| Carlos Reygadas Bavestrello   | UDI                               | Chile Vamos                       | 523                               | 49,57%                            | Electo                            | Actual alcalde de la comuna.      |
| Humberto José Flores González | Ind.                              | Yo Marco por el Cambio            | 68                                | 6,45%                             |                                   | Actual concejal de la comuna.     |
| Carlos Anza Muñoz             | PL                                | Alternativa Democrática           | 44                                | 4,17%                             |                                   |                                   |
| Alexis Vicentelo Vicentelo    | Ind.                              |                                   | 50                                | 4,74%                             |                                   |                                   |

#### Concejales
| B. Nueva Mayoría para Chile                 |      |  |  |            |
| Mario Matías Cruz Álvarez                   | ILB  |  |  |            |
| Margarita Quispe Montecino                  | ILB  |  |  |            |
| G. Con la Fuerza del Futuro                 |      |  |  |            |
| Jorge Eduardo Valenzuela Zepeda             | PRSD |  |  |            |
| Rodolfo Alexis Carus Contreras              | PRSD |  |  |            |
| H. Chile Vamos RN e Independientes          |      |  |  |            |
| Esteban Araya Soza                          | RN   |  |  |            |
| Iris Eliana Domínguez González              | RN   |  |  |            |
| John López Carrillo                         | RN   |  |  |            |
| I. Chile quiere Amplitud                    |      |  |  |            |
| Julia Pizarro Rojas                         | AMPL |  |  | Electa     |
| Guadalupe Valdés Rojas                      | AMPL |  |  |            |
| Marisol Salomé Lugo Nina                    | AMPL |  |  | Electa (R) |
| Marlene Pamela Hurtado Mendoza              | ILI  |  |  | Electa     |
| Edzon Raúl Muraña Quispe                    | ILI  |  |  | Electo (R) |
| J. Chile Vamos PRI-Evopoli e Independientes |      |  |  |            |
| Alejandrina Ayabire Ayabire                 | ILJ  |  |  |            |
| Héctor Meruvia Quispe                       | ILJ  |  |  |            |
| Mateo Cervantes Carvajal                    | ILJ  |  |  |            |
| Ismael Varas Vega                           | ILJ  |  |  |            |
| L. Chile Vamos UDI-Independientes           |      |  |  |            |
| Segundina Oña Zonco                         | UDI  |  |  |            |
| Ítalo Joan Barrios Cerda                    | UDI  |  |  |            |
| Andrés Franklin Céspedes Medalla            | UDI  |  |  |            |
| Melissa Massiel Vidal Arancibia             | UDI  |  |  |            |
| Giordanno Vittorio Nali Anderson            | UDI  |  |  |            |
| Marcos Aurelio Gaete Flores                 | UDI  |  |  | Electo     |
| O. Yo Marco por el Cambio                   |      |  |  |            |
| Elsa Adriana Bello Mamani                   | ILO  |  |  |            |
| José Luis Uriarte Mercado                   | ILO  |  |  |            |
| Juan Bautista Titichoca Moncada             | ILO  |  |  |            |
| Gloria del Carmen Astudillo Ávalos          | ILO  |  |  |            |
| P. Alternativa Democrática                  |      |  |  |            |
| Luis Fernández Condori                      | PL   |  |  |            |
| S. Nueva Mayoría por Chile                  |      |  |  |            |
| Angélica Pastenes Vicentelo                 | PPD  |  |  | Electa (R) |
| Fernando Fernández Rodríguez                | PPD  |  |  |            |
| Marcela Cabrera Puga                        | ILS  |  |  |            |
| Fanny Alejandra Bello Mamani                | ILS  |  |  |            |
| Patricio Andrés Zepeda Campos               | ILS  |  |  |            |

### San Pedro de Atacama

#### Alcalde
| Alcalde Actual                 | Sandra Berna Martínez (PDC) | Sandra Berna Martínez (PDC) | Sandra Berna Martínez (PDC) | Sandra Berna Martínez (PDC) | Sandra Berna Martínez (PDC) | Sandra Berna Martínez (PDC)    |
| Candidato                      | Partido                     | Pacto                       | Votos                       | %                           | Resultado                   | Información adicional          |
| ------------------------------ | --------------------------- | --------------------------- | --------------------------- | --------------------------- | --------------------------- | ------------------------------ |
| Sandra Berna Martínez          | PDC                         | Nueva Mayoría               | 1.060                       | 36,41%                      |                             | Actual alcaldesa de la comuna. |
| Aliro Catur Zuleta             | Ind.                        | Chile Vamos                 | 1.397                       | 47,99%                      | Electo                      |                                |
| Eva de Guadalupe Siares Flores | Ind.                        | Chile Quiere Amplitud       | 373                         | 12,81%                      |                             |                                |
| Luis Alberto Alfaro Cutipa     | PI                          | Pueblo Unido                | 17                          | 0,58%                       |                             |                                |
| María Gutiérrez Ramos          | Ind.                        |                             | 64                          | 2,20%                       |                             |                                |

#### Concejales
| B. Nueva Mayoría para Chile                 |      |  |  |            |
| Patricia Andrea Jiménez Siares              | PDC  |  |  |            |
| Marcela Petrona Ramos Colque                | ILB  |  |  | Electa     |
| Jacqueline Varas Tejerina                   | ILB  |  |  |            |
| Nazario Tito Condori                        | PS   |  |  | Electo (R) |
| César Díaz Cruz                             | ILB  |  |  |            |
| Víctor Javier González Lucas                | ILB  |  |  |            |
| C. Poder Ecologista y Ciudadano             |      |  |  |            |
| Carlos Humberto Hernández Ossandón          | ILC  |  |  |            |
| Julio Ramos Ossandón                        | ILC  |  |  |            |
| G. Con la Fuerza del Futuro                 |      |  |  |            |
| Margarita Catalina Chocobar Cruz            | PRSD |  |  |            |
| María Teresa Veliz Guerra                   | PRSD |  |  | Electa (R) |
| H. Chile Vamos RN e Independientes          |      |  |  |            |
| Marcela Espindola Robles                    | RN   |  |  |            |
| Zunilda Espindola Cruz                      | RN   |  |  |            |
| Isabel Mondaca Cruz                         | ILH  |  |  |            |
| I. Chile quiere Amplitud                    |      |  |  |            |
| Ilia Matilde Reyes Aymani                   | AMPL |  |  |            |
| Teresa Pérez Soza                           | ILI  |  |  |            |
| Rolando Rúben Coronel Cortés                | ILI  |  |  |            |
| Patricio Alejandro Ramos Ramos              | ILI  |  |  |            |
| J. Chile Vamos PRI-Evopoli e Independientes |      |  |  |            |
| Lilibeth Reyes Ramos                        | ILJ  |  |  |            |
| Manuel Guillermo Cortés Mora                | ILJ  |  |  | Electo     |
| Ana López                                   | ILJ  |  |  |            |
| Marco Antonio Tapia Godoy                   | ILJ  |  |  |            |
| Marcelo Cristian Bernal Delgado             | ILJ  |  |  |            |
| L. Chile Vamos UDI-Independientes           |      |  |  |            |
| Yaakson Artidoro Aguilar Espinoza           | UDI  |  |  |            |
| Humberto Patricio Argandoña Catur           | ILL  |  |  | Electo (R) |
| Ricardo Vilca Solís                         | ILL  |  |  | Electo (R) |
| Baldemar Tapia González                     | ILL  |  |  |            |
| Juana Cruz Reyes                            | ILL  |  |  |            |
| Yasna Maryon Mora Rojas                     | ILL  |  |  |            |
| O. Yo Marco por el Cambio                   |      |  |  |            |
| Gonzalo Villouta Stengl                     | ILO  |  |  |            |
| Gonzalo Diego Nilo Piña                     | ILO  |  |  |            |
| S. Nueva Mayoría por Chile                  |      |  |  |            |
| Emilio Susperreguy Bello                    | PPD  |  |  |            |
| María Elena González Araya                  | ILS  |  |  |            |
| Luis Morgado Pizarro                        | PCCh |  |  |            |
| Tomás Quezada Durán                         | ILS  |  |  |            |
| Candidatura Independiente                   |      |  |  |            |
| Eduardo Isidro Ildefonso Carpanchay         | Ind. |  |  |            |
| Candidatura Independiente                   |      |  |  |            |
| Tita Esmeralda Espindola Zuleta             | Ind. |  |  |            |
| Candidatura Independiente                   |      |  |  |            |
| Jorge Antonio Muñoz Coca                    | Ind. |  |  |            |

### Sierra Gorda

#### Alcalde
| Alcalde Actual                  | José Guerrero Venegas (Ind.) | José Guerrero Venegas (Ind.) | José Guerrero Venegas (Ind.) | José Guerrero Venegas (Ind.) | José Guerrero Venegas (Ind.) | José Guerrero Venegas (Ind.)       |
| Candidato                       | Partido                      | Pacto                        | Votos                        | %                            | Resultado                    | Información adicional              |
| ------------------------------- | ---------------------------- | ---------------------------- | ---------------------------- | ---------------------------- | ---------------------------- | ---------------------------------- |
| José Guerrero Venegas           | Ind.                         | Nueva Mayoría                | 635                          | 43,17%                       | Electo                       | Actual alcalde de la comuna.       |
| Julio Alberto Echeverria Rivera | PRO                          | Yo Marco por el Cambio       | 211                          | 14,34%                       |                              |                                    |
| Carlos López Vega               | Ind.                         |                              | 625                          | 42,49%                       |                              | Exalcalde de la comuna (2004-2008) |

#### Concejales
| B. Nueva Mayoría para Chile                 |     |  |  |            |
| Carlos Felipe Sepúlveda Lazo                | PS  |  |  | Electo (R) |
| Clara de la Cruz Alarcón González           | PS  |  |  |            |
| Mauricio Alejandro Campillay Díaz           | PDC |  |  | Electo     |
| María José Ponce González                   | ILB |  |  |            |
| Sergio Armando Hinojosa Contreras           | ILB |  |  |            |
| H. Chile Vamos RN e Independientes          |     |  |  |            |
| Wladimir Fernández Cuevas                   | RN  |  |  | Electo (R) |
| Raúl Álvarez Trujillo                       | RN  |  |  |            |
| Luis Martínez Vergara                       | RN  |  |  |            |
| Luis Guerra Saavedra                        | ILH |  |  |            |
| Silvia Pastén Pérez                         | ILH |  |  |            |
| Baudilio Varela Hermosilla                  | ILH |  |  |            |
| J. Chile Vamos PRI-Evopoli e Independientes |     |  |  |            |
| Jorge Morbach                               | PRI |  |  |            |
| L. Chile Vamos UDI-Independientes           |     |  |  |            |
| Dagoberto Tillería Velásquez                | UDI |  |  |            |
| Diego Alejandro Fernández Soto              | UDI |  |  | Electo     |
| Pablo Miguel Luza Zamora                    | UDI |  |  |            |
| Jenny del Carmen Lagunas Jofré              | UDI |  |  | Electa (R) |
| Manuel Alejandro Ramírez Garay              | UDI |  |  |            |
| Manuel Gilberto Arenas Carrasco             | ILL |  |  |            |
| O. Yo Marco por el Cambio                   |     |  |  |            |
| Jorge Eric Aguirre Vergara                  | ILO |  |  |            |
| Alexandra Francisca Cortés Bustos           | ILO |  |  |            |
| Lina Elizabeth Richards Barraza             | ILO |  |  |            |
| Víctor Mario Moreno Olmos                   | ILO |  |  |            |
| S. Nueva Mayoría por Chile                  |     |  |  |            |
| Héctor Alfaro Urrutia                       | ILS |  |  |            |
| Deborah Paredes Cuevas                      | ILS |  |  | Electa (R) |
| Gioconda Viveros Rojas                      | ILS |  |  |            |

### Taltal

#### Alcalde
| Alcalde Actual              | Sergio Belmor Orellana Montejo (PRSD) | Sergio Belmor Orellana Montejo (PRSD) | Sergio Belmor Orellana Montejo (PRSD) | Sergio Belmor Orellana Montejo (PRSD) | Sergio Belmor Orellana Montejo (PRSD) | Sergio Belmor Orellana Montejo (PRSD) |
| Candidato                   | Partido                               | Pacto                                 | Votos                                 | %                                     | Resultado                             | Información adicional                 |
| --------------------------- | ------------------------------------- | ------------------------------------- | ------------------------------------- | ------------------------------------- | ------------------------------------- | ------------------------------------- |
| Sergio Orellana Montejo     | PRSD                                  | Nueva Mayoría                         | 2.181                                 | 45,89%                                | Electo                                | Actual alcalde de la comuna.          |
| Osvaldo Chávez Miranda      | RD                                    | Cambiemos la historia                 | 1.580                                 | 33,24%                                |                                       |                                       |
| Juan Manuel Mediano Pacheco | Ind.                                  |                                       | 992                                   | 20,87%                                |                                       |                                       |

#### Concejales
| B. Nueva Mayoría para Chile        |       |  |  |            |
| Joanna Nuñez Guerrero              | PS    |  |  | Electa     |
| Eduardo Antonio Peña Oliva         | PS    |  |  |            |
| Ronaldo Torrejón Silva             | PS    |  |  |            |
| Guillermo Mauricio Tabilo Alarcón  | ILB   |  |  |            |
| Diego San Martín López             | ILB   |  |  | Electo     |
| G. Con la Fuerza del Futuro        |       |  |  |            |
| Carlos Manuel Iriarte Marín        | PRSD  |  |  |            |
| Amadeo del Rosario Miranda Díaz    | ILG   |  |  |            |
| Juana Luisa Ubeda Oxa              | MAS-R |  |  |            |
| Javiera Antonia Silva Álvarez      | ILG   |  |  |            |
| H. Chile Vamos RN e Independientes |       |  |  |            |
| Valeska Mandaca Díaz               | RN    |  |  | Electa     |
| Germán Barraza Quezada             | RN    |  |  |            |
| Petrolina Miranda Díaz             | RN    |  |  |            |
| Susan Suazo Vergara                | ILH   |  |  |            |
| Jorge Pavletic Cordero             | ILH   |  |  |            |
| L. Chile Vamos UDI-Independientes  |       |  |  |            |
| Raniero Augusto Perucci Osorio     | UDI   |  |  | Electo (R) |
| Carlos Héctor Casareggio Martín    | UDI   |  |  |            |
| S. Nueva Mayoría por Chile         |       |  |  |            |
| Gino Montecinos Donoso             | PPD   |  |  | Electo (R) |
| Gustavo Figueroa Guerra            | ILS   |  |  |            |
| Itala del Carmen Díaz Cortés       | ILS   |  |  |            |
| Irma López Ossandón                | ILS   |  |  | Electa (R) |
| Antonio Collao Díaz                | PCCh  |  |  |            |
| Christian Álvarez Santos           | ILS   |  |  |            |

### Tocopilla

#### Alcalde
| Alcalde Actual                  | Fernando San Román Bascuñán (PRO) | Fernando San Román Bascuñán (PRO) | Fernando San Román Bascuñán (PRO) | Fernando San Román Bascuñán (PRO) | Fernando San Román Bascuñán (PRO) | Fernando San Román Bascuñán (PRO) |
| Candidato                       | Partido                           | Pacto                             | Votos                             | %                                 | Resultado                         | Información adicional             |
| ------------------------------- | --------------------------------- | --------------------------------- | --------------------------------- | --------------------------------- | --------------------------------- | --------------------------------- |
| Gricelda del Carmen Muníz Anch  | Ind.                              | Poder Ecologista y Ciudadano      | 65                                | 0,77%                             |                                   |                                   |
| María Cristina Olivares Soto    | PPD                               | Nueva Mayoría                     | 420                               | 4,99%                             |                                   | Actual concejala de la comuna.    |
| Roylester Mendoza Arancibia     | Ind.                              | Chile Vamos                       | 816                               | 9,69%                             |                                   | Actual concejal de la comuna.     |
| Fernando San Román Bascuñán     | PRO                               | Yo Marco por el Cambio            | 1.581                             | 18,78%                            |                                   | Actual alcalde de la comuna.      |
| Luis Moyano Cruz                | Ind.                              |                                   | 3.621                             | 43,01%                            | Electo                            | Exalcalde de la Tocopilla.        |
| Javier Rodrigo Pizarro Segura   | Ind.                              |                                   | 1.820                             | 21,62%                            |                                   |                                   |
| Osvaldo Rodrigo Villacorta Toro | Ind.                              |                                   | 95                                | 1,13%                             |                                   |                                   |

#### Concejales
| B. Nueva Mayoría para Chile        |       |  |  |            |
| Ruth Antonia Morales Araya         | PS    |  |  |            |
| Darwin Bustamente Gripe            | ILB   |  |  |            |
| Norma Carlina Tejeda Palacios      | PDC   |  |  |            |
| Hermann Julio Borquez Zapata       | ILB   |  |  | Electo     |
| C. Poder Ecologista y Ciudadano    |       |  |  |            |
| Víctor Manuel Calderón Díaz        | ILC   |  |  |            |
| G. Con la Fuerza del Futuro        |       |  |  |            |
| Ljubica Elena Kurtovic Cortés      | PRSD  |  |  | Electa (R) |
| Maritza del Carmen Pino Casanova   | PRSD  |  |  |            |
| Nelson Manuel Zepeda Vega          | PRSD  |  |  |            |
| Clara Estela Sepúlveda Álvarez     | MAS-R |  |  |            |
| Elizabeth Andrea González Salinas  | ILG   |  |  |            |
| Yeldy Eizabeth Garrido Águila      | ILG   |  |  |            |
| H. Chile Vamos RN e Independientes |       |  |  |            |
| Segisfredo Hurtado Guerrero        | RN    |  |  |            |
| Manuel Cuadra Araya                | RN    |  |  |            |
| Eduardo Herrera Rojas              | RN    |  |  |            |
| Militza Sore Moreno                | RN    |  |  |            |
| Laura Aros Vilche                  | ILH   |  |  |            |
| L. Chile Vamos UDI-Independientes  |       |  |  |            |
| Ernesto Pedro Troncoso Alballay    | UDI   |  |  | Electo (R) |
| Primitivo Leppe Gahona             | UDI   |  |  | Electo     |
| Jorge Vecchiola Aviles             | UDI   |  |  |            |
| Esmirna Brontis Morgado            | UDI   |  |  |            |
| Rosa Fernández Morey               | UDI   |  |  | Electo     |
| Víctor López Flores                | UDI   |  |  |            |
| O. Yo Marco por el Cambio          |       |  |  |            |
| Patricia Rosa Ayala Pinto          | PRO   |  |  |            |
| Elizabeth Soledad Jiménez Pérez    | PRO   |  |  |            |
| Cecilia Alejandra Díaz Cortés      | ILO   |  |  |            |
| Ricardo Rodrigo Ortega Tabilo      | ILO   |  |  |            |
| José Miguel Nadal Cerda            | ILO   |  |  |            |
| Jhonattan Matrix Ortiz Alvarado    | ILO   |  |  | Electo     |
| S. Nueva Mayoría por Chile         |       |  |  |            |
| Ida Jimena González Flores         | PPD   |  |  |            |
| Lorenzo Cortés Torres              | ILS   |  |  |            |
| María Villanueva Pizarro           | ILS   |  |  |            |
| Marcial Hipólito Astorga Esparza   | PCCh  |  |  |            |
| Andrea Paulina Marín Galleguillos  | PCCh  |  |  |            |
| Margarita Hidalgo Barrera          | PCCh  |  |  |            |